# Luguelín Santos
Luguelín Santos (12. studenog 1993.), trkač iz Dominikanske Republike.
Luguelín Santos je rođen 1993. u gradu Bayaguani u siromašnoj obitelji. Počeo je trčati 2002. s bratom, trčao je bos, a često je bio i gladan. Budući da u blizini njegova mjesta gdje je živio nije bilo atletskih staza trenirao je na lokalnom bejzbolskom stadionu. U početku je pokušao trčati na velike udaljenosti, zatim na srednje udaljenosti te konačno na 400 metara.
Prvi međunarodni nastup imao je 2009. na Panameričkom juniorskom prvenstvu. Iste godine zbog problema s vizom propustio je Svjetsko juniorsko prvenstvo.
Godine 2010. na prvenstvu Srednje Amerike i Kariba osvaja srebrenu medalju u utrci na 400 m i brončanu u štafeti 4x400 m. Sljedeće godine osvaja dvije srebrene medalje u utrkama na 400 i 4x400 metara na Panameričkim igrama.
Godine 2012. osvaja zlatnu medalju na Svjetskom juniorskom prvenstvu u Barceloni u utrci na 400 m. Najveći uspjeh u karijeri ostvario je na Olimpijskim igrama u Londonu kada osvaja srebrenu medalju u utrci na 400 m. Na istim igrama zlato je osvojio njegov sunarodnjak Félix Sánchez u utrci na 400 m prepone.

## Vanjske poveznice
- IAAF-ov profil  Arhivirana inačica izvorne stranice od 9. studenoga 2012. (Wayback Machine)